# Saison 1990 de l'ATP
Cet article traite de la saison 1990 masculine. Pour la saison 1990 féminine, voir Saison 1990 de la WTA.
Pour un article plus général, voir 1990 en tennis.
Pour un article plus général, voir ATP World Tour.
Vainqueurs des tournois majeurs
Cet article rassemble les résultats des tournois de tennis masculin de la saison 1990. Celle-ci est constituée de 82 tournois répartis en plusieurs catégories :
- 76 organisés par l'ATP :
  - les ATP Championship Series Single Week, au nombre de 9 ;
  - les ATP Championship Series, au nombre de 12 ;
  - les ATP World Series, au nombre de 53 ;
  - l'ATP Tour World Championship réunissant les 8 meilleurs joueurs/paires au classement ATP en fin de saison, communément connu sous le nom des "Masters" ;
  - la World Team Cup (compétition par équipe).
- 6 organisés par l'ITF :
  - les 4 tournois de Grand Chelem ;
  - la Coupe du Grand Chelem (un 2e masters) ;
  - la Coupe Davis (compétition par équipe).

La Hopman Cup est une compétition mixte (par équipe), elle est organisée par l'ITF.

## Contexte
La saison 1990 apporte de profonds changements dans son organisation. Ce nouveau circuit, baptisé ATP Tour a été conçu fin 1988 par l'Association des joueurs de Tennis Professionnels au détriment de la Fédération internationale de tennis, en remplacement du circuit Grand Prix et WCT. Les tournois, hors Grands Chelem, sont ainsi regroupés en plusieurs catégories selon leur importance : Championship Series Single Week, Championship Series et World Series.

## Résumé de la saison
La saison 1990 de l'ATP commence comme celle de 1989 avec une victoire d'Ivan Lendl à l'Open d'Australie. John McEnroe devient, en huitième de finale, le 1er joueur à être disqualifié d'un match à Melbourne et Stefan Edberg le seul joueur à abandonner en finale d'un tournoi du Grand Chelem. La tournée américaine est ensuite dominée par Edberg et Andre Agassi qui s'affrontent en finale des deux tournois (le Suédois s'impose à Indian Wells et l'Américain à Miami).
La saison sur terre battue est dominée par Andrei Chesnokov (vainqueur à Monte-Carlo) et Thomas Muster (vainqueur à Rome), pourtant gravement blessé dans un accident de voiture un an auparavant. Mais c'est contre toute attente Andrés Gómez qui s'impose à Roland-Garros en dominant coup sur coup Muster puis Agassi en finale.
À Wimbledon, la finale oppose pour la troisième année consécutive Edberg à Boris Becker. Après la victoire du Suédois en 1988 et de l'Allemand en 1989, c'est le Scandinave qui remporte son troisième titre londonien au terme d'un combat d'anthologie. Quelques semaines plus tard, grâce à sa victoire à Cincinnati, Edberg devient numéro 1 mondial pour la première fois de sa carrière, mettant ainsi fin à 80 semaines de domination de Lendl.
L'US Open est le tournoi des surprises. Après l'élimination au premier tour d'Edberg, Pete Sampras, 19 ans, domine coup sur coup Ivan Lendl, finaliste des 8 dernières éditions, John McEnroe, ancien quadruple vainqueur puis Andre Agassi en finale pour remporter son premier titre majeur.
La fin de saison se résume à un duel Edberg-Becker, les deux joueurs s'affrontant en finale à Stockholm (victoire de l'Allemand) et à Bercy (victoire du Suédois sur abandon). Agassi, finaliste malheureux à Paris et à New York, sauve sa saison en remportant les Masters à Francfort face à Edberg.

## Classements

### Evolution du top 10
| Rang | Nom              | Points |
| ---- | ---------------- | ------ |
| 1    | Ivan Lendl       | 2913   |
| 2    | Boris Becker     | 2279   |
| 3    | Stefan Edberg    | 2111   |
| 4    | Brad Gilbert     | 1398   |
| 5    | John McEnroe     | 1354   |
| 6    | Michael Chang    | 1328   |
| 7    | Aaron Krickstein | 1217   |
| 8    | Andre Agassi     | 1160   |
| 9    | Jay Berger       | 1039   |
| 10   | Alberto Mancini  | 1024   |

| Rang | Nom             | Points |
| ---- | --------------- | ------ |
| 1    | Anders Järryd   | 1907   |
| 2    | Rick Leach      | 1836   |
| 3    | Jim Pugh        | 1832   |
| 4    | Danie Visser    | 1713   |
| 4    | Pieter Aldrich  | 1713   |
| 6    | John Fitzgerald | 1560   |
| 7    | Jim Grabb       | 1484   |
| 8    | John McEnroe    | 1331   |
| 9    | Ken Flach       | 1319   |
| 9    | Patrick McEnroe | 1319   |

| Rang | Évolution       | Nom              | Points |
| ---- | --------------- | ---------------- | ------ |
| 1    | en augmentation | Stefan Edberg    | 3889   |
| 2    | en stagnation   | Boris Becker     | 3528   |
| 3    | en diminution   | Ivan Lendl       | 2581   |
| 4    | en augmentation | Andre Agassi     | 2398   |
| 5    | en augmentation | Pete Sampras     | 1888   |
| 6    | en augmentation | Andrés Gómez     | 1680   |
| 7    | en augmentation | Thomas Muster    | 1654   |
| 8    | en augmentation | Emilio Sánchez   | 1564   |
| 9    | en augmentation | Goran Ivanišević | 1514   |
| 10   | en diminution   | Brad Gilbert     | 1451   |

| Rang | Évolution       | Nom             | Points |
| ---- | --------------- | --------------- | ------ |
| 1    | en augmentation | Danie Visser    | 2192   |
| 1    | en augmentation | Pieter Aldrich  | 2192   |
| 3    | en stagnation   | Jim Pugh        | 2134   |
| 4    | en augmentation | Guy Forget      | 2112   |
| 5    | en diminution   | Rick Leach      | 2069   |
| 6    | en augmentation | David Pate      | 2053   |
| 7    | en augmentation | Mark Kratzmann  | 2031   |
| 8    | en augmentation | Scott Davis     | 2013   |
| 9    | en augmentation | Emilio Sánchez  | 1936   |
| 10   | en augmentation | Grant Connell   | 1925   |
| 10   | en augmentation | Glenn Michibata | 1925   |

### Statistiques du top 20
| N° | Joueur                 | Pays | Evolution     |
| -- | ---------------------- | ---- | ------------- |
| 1  | Stefan Edberg          |      | +2            |
| 2  | Boris Becker           |      | en stagnation |
| 3  | Ivan Lendl             |      | −2            |
| 4  | Andre Agassi           |      | +4            |
| 5  | Pete Sampras           |      | +56           |
| 6  | Andrés Gómez           |      | +8            |
| 7  | Thomas Muster          |      | +27           |
| 8  | Emilio Sánchez         |      | +9            |
| 9  | Goran Ivanišević       |      | +20           |
| 10 | Brad Gilbert           |      | −6            |
| 11 | Jonas Svensson         |      | +30           |
| 12 | Andrei Chesnokov       |      | +7            |
| 13 | John McEnroe           |      | −8            |
| 14 | Guillermo Pérez Roldán |      | +16           |
| 15 | Michael Chang          |      | −9            |
| 16 | Guy Forget             |      | +39           |
| 17 | Jakob Hlasek           |      | +11           |
| 18 | Jay Berger             |      | −9            |
| 19 | Juan Aguilera          |      | +45           |
| 20 | Aaron Krickstein       |      | −13           |

## Palmarès
| Catégorie                           |
| ----------------------------------- |
| Grand Chelem                        |
| ATP Tour World Championships        |
| ATP Championship Series Single Week |
| ATP Championship Series             |
| ATP World Series                    |

### Simple
| No | Date       | Nom et lieu du tournoi                                   | Catégorie              | Dotation    | Surface         | Vainqueur              | Finaliste              | Score                   | [ 1 ]   |
| -- | ---------- | -------------------------------------------------------- | ---------------------- | ----------- | --------------- | ---------------------- | ---------------------- | ----------------------- | ------- |
| 1  | 01/01/1990 | Australian Men's Hardcourt Championships, Adélaïde       | World Series           | 125 000 $   | Dur (ext.)      | Thomas Muster          | Jimmy Arias            | 3-6, 6-2, 7-5           |         |
| 2  | 01/01/1990 | BP Nationals, Wellington                                 | World Series           | 125 000 $   | Dur (ext.)      | Emilio Sánchez         | Richey Reneberg        | 6-7, 6-4, 4-6, 6-4, 6-1 |         |
| 3  | 08/01/1990 | Benson and Hedges Open, Auckland                         | World Series           | 125 000 $   | Dur (ext.)      | Scott Davis            | Andrei Chesnokov       | 4-6, 6-3, 6-3           |         |
| 4  | 08/01/1990 | Holden New South Wales Open, Sydney                      | World Series           | 150 000 $   | Dur (ext.)      | Yannick Noah           | Carl-Uwe Steeb         | 5-7, 6-3, 6-4           | Tableau |
| 5  | 15/01/1990 | Ford Australian Open, Melbourne                          | G. Chelem              | 1 462 000 $ | Dur (ext.)      | Ivan Lendl             | Stefan Edberg          | 4-6, 7-6, 5-2 ab.       | Tableau |
| 6  | 05/02/1990 | Chevrolet Classic, Guarujá                               | World Series           | 125 000 $   | Dur (ext.)      | Martín Jaite           | Luiz Mattar            | 3-6, 6-4, 6-3           |         |
| 7  | 05/02/1990 | Stella Artois Italian Indoor, Milan                      | World Series           | 540 000 $   | Moquette (int.) | Ivan Lendl             | Tim Mayotte            | 6-3, 6-2                |         |
| 8  | 05/02/1990 | Volvo San Francisco, San Francisco                       | World Series           | 225 000 $   | Moquette (int.) | Andre Agassi           | Todd Witsken           | 6-1, 6-3                |         |
| 9  | 12/02/1990 | Belgian Indoor Championship, Bruxelles                   | Championship Series    | 465 000 $   | Moquette (int.) | Boris Becker           | Carl-Uwe Steeb         | 7-5, 6-2, 6-2           |         |
| 10 | 12/02/1990 | SkyDome World Tennis Tournament, Toronto                 | Championship Series    | 1 005 000 $ | Moquette (int.) | Ivan Lendl             | Tim Mayotte            | 6-3, 6-0                |         |
| 11 | 19/02/1990 | Ebel U.S. Pro Indoor, Philadelphie                       | Championship Series    | 825 000 $   | Moquette (int.) | Pete Sampras           | Andrés Gómez           | 7-6, 7-5, 6-2           |         |
| 12 | 19/02/1990 | Stuttgart Indoor, Stuttgart                              | Championship Series    | 825 000 $   | Moquette (int.) | Boris Becker           | Ivan Lendl             | 6-2, 6-2                |         |
| 13 | 26/02/1990 | Volvo US National Indoor, Memphis                        | World Series           | 225 000 $   | Dur (int.)      | Michael Stich          | Wally Masur            | 6-7, 6-4, 7-6           |         |
| 14 | 26/02/1990 | ABN World Tennis Tournament, Rotterdam                   | World Series           | 450 000 $   | Moquette (int.) | Brad Gilbert           | Jonas Svensson         | 6-1, 6-3                |         |
| 15 | 05/03/1990 | Grand-Prix Hassan II, Casablanca                         | World Series           | 125 000 $   | Terre (ext.)    | Thomas Muster          | Guillermo Pérez Roldán | 6-1, 6-7, 6-2           | Tableau |
| 16 | 05/03/1990 | Newsweek Champions Cup, Indian Wells                     | Championship Series SW | 750 000 $   | Dur (ext.)      | Stefan Edberg          | Andre Agassi           | 6-4, 5-7, 7-6, 7-6      | Tableau |
| 17 | 16/03/1990 | Lipton International Players Championships, Key Biscayne | Championship Series SW | 1 200 000 $ | Dur (ext.)      | Andre Agassi           | Stefan Edberg          | 6-1, 6-4, 0-6, 6-2      | Tableau |
| 18 | 02/04/1990 | Estoril Open, Estoril                                    | World Series           | 225 000 $   | Terre (ext.)    | Emilio Sánchez         | Franco Davín           | 6-3, 6-1                |         |
| 19 | 02/04/1990 | Prudential-Bache Securities Classic, Orlando             | World Series           | 225 000 $   | Dur (ext.)      | Brad Gilbert           | Christo Van Rensburg   | 6-2, 6-1                |         |
| 20 | 02/04/1990 | Banespa Open, Rio de Janeiro                             | World Series           | 225 000 $   | Moquette (ext.) | Luiz Mattar            | Andrew Sznajder        | 6-4, 6-4                |         |
| 21 | 09/04/1990 | Trofeo Conde de Godó, Barcelone                          | Championship Series    | 375 000 $   | Terre (ext.)    | Andrés Gómez           | Guillermo Pérez Roldán | 6-0, 7-6, 3-6, 0-6, 6-2 |         |
| 22 | 09/04/1990 | Suntory Japan Open Tennis Championships, Tokyo           | Championship Series    | 825 000 $   | Dur (ext.)      | Stefan Edberg          | Aaron Krickstein       | 6-4, 7-5                |         |
| 23 | 16/04/1990 | Philips Open, Nice                                       | World Series           | 225 000 $   | Terre (ext.)    | Juan Aguilera          | Guy Forget             | 2-6, 6-3, 6-4           |         |
| 24 | 16/04/1990 | KAL Cup Korea Open, Séoul                                | World Series           | 140 000 $   | Dur (ext.)      | Alex Antonitsch        | Pat Cash               | 7-6, 6-3                |         |
| 25 | 23/04/1990 | Salem Open, Hong Kong                                    | World Series           | 185 000 $   | Dur (ext.)      | Pat Cash               | Alex Antonitsch        | 6-3, 6-4                |         |
| 26 | 23/04/1990 | Monte-Carlo Open, Monte-Carlo                            | Championship Series SW | 750 000 $   | Terre (ext.)    | Andrei Chesnokov       | Thomas Muster          | 7-5, 6-3, 6-3           |         |
| 27 | 30/04/1990 | Torneo Villa de Madrid, Madrid                           | World Series           | 279 000 $   | Terre (ext.)    | Andrés Gómez           | Marc Rosset            | 6-3, 7-6                |         |
| 28 | 30/04/1990 | BMW Open, Munich                                         | World Series           | 225 000 $   | Terre (ext.)    | Karel Nováček          | Thomas Muster          | 6-4, 6-2                | Tableau |
| 29 | 30/04/1990 | Epson Super Tennis Tournament, Singapour                 | World Series           | 225 000 $   | Dur (ext.)      | Kelly Jones            | Richard Fromberg       | 6-4, 2-6, 7-6           |         |
| 30 | 07/05/1990 | German International Championships, Hambourg             | Championship Series SW | 750 000 $   | Terre (ext.)    | Juan Aguilera          | Boris Becker           | 6-1, 6-0, 7-6           |         |
| 31 | 07/05/1990 | US Men's Clay Court Championship, Kiawah Island          | World Series           | 197 000 $   | Terre (ext.)    | David Wheaton          | Mark Kaplan            | 6-4, 6-4                |         |
| 32 | 14/05/1990 | Italian Open, Rome                                       | Championship Series SW | 1 005 000 $ | Terre (ext.)    | Thomas Muster          | Andrei Chesnokov       | 6-1, 6-3, 6-1           |         |
| 33 | 14/05/1990 | Yugoslav Open, Umag                                      | World Series           | 147 500 $   | Terre (ext.)    | Goran Prpić            | Goran Ivanišević       | 6-3, 4-6, 6-4           |         |
| 34 | 21/05/1990 | Internazionali di Carisbo, Bologne                       | World Series           | 225 000 $   | Terre (ext.)    | Richard Fromberg       | Marc Rosset            | 4-6, 6-4, 7-6           |         |
| 35 | 28/05/1990 | Roland-Garros, Paris                                     | G. Chelem              | 2 700 000 $ | Terre (ext.)    | Andrés Gómez           | Andre Agassi           | 6-3, 2-6, 6-4, 6-4      | Tableau |
| 36 | 11/06/1990 | Torneo Internazionale Citta di Firenze, Florence         | World Series           | 225 000 $   | Terre (ext.)    | Magnus Larsson         | Lawson Duncan          | 6-7, 7-5, 6-0           |         |
| 37 | 11/06/1990 | The Stella Artois Championships, Londres                 | World Series           | 450 000 $   | Gazon (ext.)    | Ivan Lendl             | Boris Becker           | 6-3, 6-2                |         |
| 38 | 11/06/1990 | Continental Grass Court Championships, Bois-le-Duc       | World Series           | 225 000 $   | Gazon (ext.)    | Amos Mansdorf          | Alexander Volkov       | 6-3, 7-6                |         |
| 39 | 18/06/1990 | IP Cup, Gênes                                            | World Series           | 225 000 $   | Terre (ext.)    | Ronald Agenor          | Tarik Benhabiles       | 3-6, 6-4, 6-3           |         |
| 40 | 18/06/1990 | Direct Line Insurance Manchester Open, Manchester        | World Series           | 225 000 $   | Gazon (ext.)    | Pete Sampras           | Gilad Bloom            | 7-6, 7-6                |         |
| 41 | 25/06/1990 | The Championships, Wimbledon                             | G. Chelem              | 2 670 863 $ | Gazon (ext.)    | Stefan Edberg          | Boris Becker           | 6-2, 6-2, 3-6, 3-6, 6-4 | Tableau |
| 42 | 09/07/1990 | Swedish Open, Båstad                                     | World Series           | 225 000 $   | Terre (ext.)    | Richard Fromberg       | Magnus Larsson         | 6-2, 7-6                |         |
| 43 | 09/07/1990 | Suisse Open, Gstaad                                      | World Series           | 275 000 $   | Terre (ext.)    | Martín Jaite           | Sergi Bruguera         | 6-3, 6-7, 6-2, 6-2      |         |
| 44 | 09/07/1990 | Volvo Hall of Fame Tennis Championships, Newport         | World Series           | 150 000 $   | Gazon (ext.)    | Pieter Aldrich         | Darren Cahill          | 7-6, 1-6, 6-1           |         |
| 45 | 16/07/1990 | Mercedes Cup, Stuttgart                                  | Championship Series    | 825 000 $   | Terre (ext.)    | Goran Ivanišević       | Guillermo Pérez Roldán | 6-7, 6-1, 6-4, 7-6      |         |
| 46 | 16/07/1990 | Sovran Bank Classic, Washington                          | Championship Series    | 420 000 $   | Dur (ext.)      | Andre Agassi           | Jim Grabb              | 6-1, 6-4                |         |
| 47 | 23/07/1990 | Dutch Open, Hilversum                                    | World Series           | 215 000 $   | Terre (ext.)    | Francisco Clavet       | Eduardo Masso          | 3-6, 6-4, 6-2, 6-0      |         |
| 48 | 23/07/1990 | Canadian Open, Toronto                                   | Championship Series SW | 930 000 $   | Dur (ext.)      | Michael Chang          | Jay Berger             | 4-6, 6-3, 7-6           |         |
| 49 | 30/07/1990 | Philips Head Cup, Kitzbühel                              | World Series           | 337 500 $   | Terre (ext.)    | Horacio de la Peña     | Karel Nováček          | 6-4, 7-6, 2-6, 6-2      |         |
| 50 | 30/07/1990 | Volvo Tennis, Los Angeles                                | World Series           | 225 000 $   | Dur (ext.)      | Stefan Edberg          | Michael Chang          | 7-6, 2-6, 7-6           |         |
| 51 | 30/07/1990 | San Remo Open, San Remo                                  | World Series           | 225 000 $   | Terre (ext.)    | Jordi Arrese           | Juan Aguilera          | 6-2, 6-2                |         |
| 52 | 06/08/1990 | Czechoslovak Open, Prague                                | World Series           | 148 400 $   | Terre (ext.)    | Jordi Arrese           | Nicklas Kulti          | 7-6, 7-6                |         |
| 53 | 06/08/1990 | Thriftway ATP Championships, Cincinnati                  | Championship Series SW | 1 020 000 $ | Dur (ext.)      | Stefan Edberg          | Brad Gilbert           | 6-1, 6-1                |         |
| 54 | 13/08/1990 | GTE US Men's Hardcourt Championships, Indianapolis       | Championship Series    | 825 000 $   | Dur (ext.)      | Boris Becker           | Peter Lundgren         | 6-3, 6-4                |         |
| 55 | 13/08/1990 | Volvo International, New Haven                           | Championship Series    | 825 000 $   | Dur (ext.)      | Derrick Rostagno       | Todd Woodbridge        | 6-3, 6-3                |         |
| 56 | 20/08/1990 | Norstar Bank Hamlet Challenge Cup, Long Island           | World Series           | 225 000 $   | Dur (ext.)      | Stefan Edberg          | Goran Ivanišević       | 7-6, 6-3                |         |
| 57 | 20/08/1990 | Campionati Internazionali di San Marino, Saint-Marin     | World Series           | 125 000 $   | Terre (ext.)    | Guillermo Pérez Roldán | Omar Camporese         | 6-3, 6-3                |         |
| 58 | 20/08/1990 | OTB International, Schenectady                           | World Series           | 125 000 $   | Dur (ext.)      | Ramesh Krishnan        | Kelly Evernden         | 6-1, 6-1                |         |
| 59 | 27/08/1990 | US Open, Flushing Meadows                                | G. Chelem              | 2 554 250 $ | Dur (ext.)      | Pete Sampras           | Andre Agassi           | 6-4, 6-3, 6-2           | Tableau |
| 60 | 10/09/1990 | Grand Prix Passing Shot, Bordeaux                        | World Series           | 270 000 $   | Terre (ext.)    | Guy Forget             | Goran Ivanišević       | 6-4, 6-3                |         |
| 61 | 10/09/1990 | Geneva Open, Genève                                      | World Series           | 225 000 $   | Terre (ext.)    | Horst Skoff            | Sergi Bruguera         | 7-6, 7-6                |         |
| 62 | 24/09/1990 | Swiss Indoors, Bâle                                      | World Series           | 450 000 $   | Dur (int.)      | John McEnroe           | Goran Ivanišević       | 6-7, 4-6, 7-6, 6-3, 6-4 |         |
| 63 | 24/09/1990 | Queensland Open, Brisbane                                | World Series           | 225 000 $   | Dur (ext.)      | Brad Gilbert           | Aaron Krickstein       | 6-3, 6-1                |         |
| 64 | 24/09/1990 | Campionati Internazionali di Sicilia, Palerme            | World Series           | 270 000 $   | Terre (ext.)    | Franco Davín           | Juan Aguilera          | 6-1, 6-1                |         |
| 65 | 01/10/1990 | Australian Indoor Tennis Championship, Sydney            | Championship Series    | 750 000 $   | Dur (int.)      | Boris Becker           | Stefan Edberg          | 7-6, 6-4, 6-4           |         |
| 66 | 01/10/1990 | Athens International, Athènes                            | World Series           | 125 000 $   | Terre (ext.)    | Mark Koevermans        | Franco Davín           | 5-7, 6-4, 6-1           |         |
| 67 | 01/10/1990 | Grand Prix de Toulouse, Toulouse                         | World Series           | 260 000 $   | Dur (int.)      | Jonas Svensson         | Fabrice Santoro        | 7-6, 6-2                |         |
| 68 | 08/10/1990 | Seiko Super Tennis, Tokyo                                | Championship Series    | 750 000 $   | Moquette (int.) | Ivan Lendl             | Boris Becker           | 4-6, 6-3, 7-6           |         |
| 69 | 08/10/1990 | European Indoor Championships, Berlin                    | World Series           | 260 000 $   | Moquette (int.) | Ronald Agenor          | Aleksandr Volkov       | 4-6, 6-4, 7-6           |         |
| 70 | 08/10/1990 | Riklis Israel Tennis Center Classic, Tel Aviv            | World Series           | 125 000 $   | Dur (ext.)      | Andrei Chesnokov       | Amos Mansdorf          | 6-4, 6-3                |         |
| 71 | 15/10/1990 | Grand Prix de tennis de Lyon, Lyon                       | World Series           | 450 000 $   | Moquette (int.) | Marc Rosset            | Mats Wilander          | 6-3, 6-2                |         |
| 72 | 15/10/1990 | CA Tennis Trophy, Vienne                                 | World Series           | 225 000 $   | Moquette (int.) | Anders Järryd          | Horst Skoff            | 6-3, 6-3, 6-1           |         |
| 73 | 22/10/1990 | Stockholm Open, Stockholm                                | Championship Series SW | 840 000 $   | Moquette (int.) | Boris Becker           | Stefan Edberg          | 6-4, 6-0, 6-3           |         |
| 74 | 22/10/1990 | Philips Open, São Paulo                                  | World Series           | 125 000 $   | Moquette (ext.) | Robbie Weiss           | Jaime Yzaga            | 3-6, 7-6, 6-3           |         |
| 75 | 29/10/1990 | Open de Paris-Bercy, Paris                               | Championship Series SW | 1 650 000 $ | Moquette (int.) | Stefan Edberg          | Boris Becker           | 3-3 ab.                 |         |
| 76 | 05/11/1990 | Citibank Open, Itaparica                                 | World Series           | 225 000 $   | Dur (ext.)      | Mats Wilander          | Marcelo Filippini      | 6-1, 6-2                | Tableau |
| 77 | 05/11/1990 | Kremlin Cup, Moscou                                      | World Series           | 297 000 $   | Moquette (int.) | Andreï Cherkasov       | Tim Mayotte            | 6-2, 6-1                |         |
| 78 | 05/11/1990 | Benson & Hedges Tournament, Londres                      | World Series           | 297 000 $   | Moquette (int.) | Jakob Hlasek           | Michael Chang          | 7-6, 6-3                |         |
| 79 | 12/11/1990 | IBM ATP Tour World Championships, Francfort              | Masters                | 2 020 000 $ | Moquette (int.) | Andre Agassi           | Stefan Edberg          | 5-7, 7-6, 7-5, 6-2      | Tableau |
| 80 | 11/12/1990 | Grand Slam Cup, Munich                                   | Masters (ITF)          | 6 000 000 $ | Moquette (int.) | Pete Sampras           | Brad Gilbert           | 6-3, 6-4, 6-2           |         |

### Double
| No | Date       | Nom et lieu du tournoi                                  | Catégorie              | Dotation    | Surface         | Vainqueurs                          | Finalistes                          | Score               | [ 1 ]   |
| -- | ---------- | ------------------------------------------------------- | ---------------------- | ----------- | --------------- | ----------------------------------- | ----------------------------------- | ------------------- | ------- |
| 1  | 01/01/1990 | Australian Men's Hardcourt Championships Adélaïde       | World Series           | 125 000 $   | Dur (ext.)      | Andrew Castle Nduka Odizor          | Alexander Mronz Michiel Schapers    | 7-6, 6-2            |         |
| 2  | 01/01/1990 | BP Nationals Wellington                                 | World Series           | 125 000 $   | Dur (ext.)      | Kelly Evernden Nicolás Pereira      | Sergio Casal Emilio Sánchez         | 6-4, 7-6            |         |
| 3  | 08/01/1990 | Benson and Hedges Open Auckland                         | World Series           | 125 000 $   | Dur (ext.)      | Kelly Jones Robert Van't Hof        | Gilad Bloom Paul Haarhuis           | 7-6, 6-0            |         |
| 4  | 08/01/1990 | Holden New South Wales Open Sydney                      | World Series           | 150 000 $   | Dur (ext.)      | Pat Cash Mark Kratzmann             | Pieter Aldrich Danie Visser         | 6-4, 7-5            | Tableau |
| 5  | 15/01/1990 | Ford Australian Open Melbourne                          | G. Chelem              | 1 462 000 $ | Dur (ext.)      | Pieter Aldrich Danie Visser         | Grant Connell Glenn Michibata       | 6-4, 4-6, 6-1, 6-4  | Tableau |
| 6  | 05/02/1990 | Chevrolet Classic Guarujá                               | World Series           | 125 000 $   | Dur (ext.)      | Javier Frana Gustavo Luza           | Luiz Mattar Cássio Motta            | 7-6, 7-6            |         |
| 7  | 05/02/1990 | Stella Artois Italian Indoor Milan                      | World Series           | 540 000 $   | Moquette (int.) | Omar Camporese Diego Nargiso        | Tom Nijssen Udo Riglewski           | 6-4, 6-4            |         |
| 8  | 05/02/1990 | Volvo San Francisco San Francisco                       | World Series           | 225 000 $   | Moquette (int.) | Kelly Jones Robert Van't Hof        | Glenn Layendecker Richey Reneberg   | 2-6, 7-6, 6-3       |         |
| 9  | 12/02/1990 | Belgian Indoor Championship Bruxelles                   | Championship Series    | 465 000 $   | Moquette (int.) | Emilio Sánchez Slobodan Živojinović | Goran Ivanišević Balázs Taróczy     | 7-5, 6-3            |         |
| 10 | 12/02/1990 | SkyDome World Tennis Tournament Toronto                 | Championship Series    | 1 005 000 $ | Moquette (int.) | Patrick Galbraith David Macpherson  | Neil Broad Kevin Curren             | 3-6, 6-3, 6-4       |         |
| 11 | 19/02/1990 | Ebel U.S. Pro Indoor Philadelphie                       | Championship Series    | 825 000 $   | Moquette (int.) | Rick Leach Jim Pugh                 | Grant Connell Glenn Michibata       | 6-4, 6-2            |         |
| 12 | 19/02/1990 | Stuttgart Indoor Stuttgart                              | Championship Series    | 825 000 $   | Moquette (int.) | Guy Forget Jakob Hlasek             | Michael Mortensen Tom Nijssen       | 6-3, 6-2            |         |
| 13 | 26/02/1990 | Volvo US National Indoor Memphis                        | World Series           | 225 000 $   | Dur (int.)      | Darren Cahill Mark Kratzmann        | Udo Riglewski Michael Stich         | 7-5, 6-2            |         |
| 14 | 26/02/1990 | ABN World Tennis Tournament Rotterdam                   | World Series           | 450 000 $   | Moquette (int.) | Leonardo Lavalle Jorge Lozano       | Diego Nargiso Nicolás Pereira       | 6-3, 7-6            |         |
| 15 | 05/03/1990 | Grand-Prix Hassan II Casablanca                         | World Series           | 125 000 $   | Terre (ext.)    | Todd Woodbridge Simon Youl          | Paul Haarhuis Mark Koevermans       | 6-3, 6-1            | Tableau |
| 16 | 05/03/1990 | Newsweek Champions Cup Indian Wells                     | Championship Series SW | 750 000 $   | Dur (ext.)      | Boris Becker Guy Forget             | Jim Grabb Patrick McEnroe           | 4-6, 6-4, 6-3       | Tableau |
| 17 | 16/03/1990 | Lipton International Players Championships Key Biscayne | Championship Series SW | 1 200 000 $ | Dur (ext.)      | Rick Leach Jim Pugh                 | Boris Becker Cássio Motta           | 6-4, 3-6, 6-3       | Tableau |
| 18 | 02/04/1990 | Estoril Open Estoril                                    | World Series           | 225 000 $   | Terre (ext.)    | Sergio Casal Emilio Sánchez         | Omar Camporese Paolo Canè           | 7-5, 4-6, 7-5       |         |
| 19 | 02/04/1990 | Prudential-Bache Securities Classic Orlando             | World Series           | 225 000 $   | Dur (ext.)      | Scott Davis David Pate              | Alfonso Mora Brian Page             | 6-3, 7-5            |         |
| 20 | 02/04/1990 | Banespa Open Rio de Janeiro                             | World Series           | 225 000 $   | Moquette (ext.) | Brian Garrow Sven Salumaa           | Nelson Aerts Fernando Roese         | 7-5, 6-3            |         |
| 21 | 09/04/1990 | Trofeo Conde de Godó Barcelone                          | Championship Series    | 375 000 $   | Terre (ext.)    | Andrés Gómez Javier Sánchez         | Sergio Casal Emilio Sánchez         | 7-6, 7-5            |         |
| 22 | 09/04/1990 | Suntory Japan Open Tennis Championships Tokyo           | Championship Series    | 825 000 $   | Dur (ext.)      | Mark Kratzmann Wally Masur          | Kent Kinnear Brad Pearce            | 3-6, 6-3, 6-4       |         |
| 23 | 16/04/1990 | Philips Open Nice                                       | World Series           | 225 000 $   | Terre (ext.)    | Alberto Mancini Yannick Noah        | Marcelo Filippini Horst Skoff       | 6-4, 7-6            |         |
| 24 | 16/04/1990 | KAL Cup Korea Open Séoul                                | World Series           | 140 000 $   | Dur (ext.)      | Grant Connell Glenn Michibata       | Jason Stoltenberg Todd Woodbridge   | 7-6, 6-4            |         |
| 25 | 23/04/1990 | Salem Open Hong Kong                                    | World Series           | 185 000 $   | Dur (ext.)      | Pat Cash Wally Masur                | Kevin Curren Joey Rive              | 6-3, 6-3            |         |
| 26 | 23/04/1990 | Monte-Carlo Open Monte-Carlo                            | Championship Series SW | 750 000 $   | Terre (ext.)    | Petr Korda Tomáš Šmíd               | Andrés Gómez Javier Sánchez         | 6-4, 7-6            |         |
| 27 | 30/04/1990 | Torneo Villa de Madrid Madrid                           | World Series           | 279 000 $   | Terre (ext.)    | Juan Carlos Báguena Omar Camporese  | Andrés Gómez Javier Sánchez         | 6-4, 3-6, 6-3       |         |
| 28 | 30/04/1990 | BMW Open Munich                                         | World Series           | 225 000 $   | Terre (ext.)    | Udo Riglewski Michael Stich         | Petr Korda Tomáš Šmíd               | 6-1, 6-4            | Tableau |
| 29 | 30/04/1990 | Epson Super Tennis Tournament Singapour                 | World Series           | 225 000 $   | Dur (ext.)      | Mark Kratzmann Jason Stoltenberg    | Brad Drewett Todd Woodbridge        | 6-1, 6-0            |         |
| 30 | 07/05/1990 | German International Championships Hambourg             | Championship Series SW | 750 000 $   | Terre (ext.)    | Sergi Bruguera Jim Courier          | Udo Riglewski Michael Stich         | 7-6, 6-2            |         |
| 31 | 07/05/1990 | US Men's Clay Court Championship Kiawah Island          | World Series           | 197 000 $   | Terre (ext.)    | Scott Davis David Pate              | Jim Grabb Leonardo Lavalle          | 6-2, 6-3            |         |
| 32 | 14/05/1990 | Italian Open Rome                                       | Championship Series SW | 1 005 000 $ | Terre (ext.)    | Sergio Casal Emilio Sánchez         | Jim Courier Marty Davis             | 7-6, 7-5            |         |
| 33 | 14/05/1990 | Yugoslav Open Umag                                      | World Series           | 147 500 $   | Terre (ext.)    | Vojtěch Flégl Daniel Vacek          | Andreï Cherkasov Andreï Olhovskiy   | 6-4, 6-4            |         |
| 34 | 21/05/1990 | Internazionali di Carisbo Bologne                       | World Series           | 225 000 $   | Terre (ext.)    | Gustavo Luza Udo Riglewski          | Jérôme Potier Jim Pugh              | 7-6, 4-6, 6-1       |         |
| 35 | 28/05/1990 | Roland-Garros Paris                                     | G. Chelem              | 2 700 000 $ | Terre (ext.)    | Sergio Casal Emilio Sánchez         | Goran Ivanišević Petr Korda         | 7-5, 6-3            | Tableau |
| 36 | 11/06/1990 | Torneo Internazionale Citta di Firenze Florence         | World Series           | 225 000 $   | Terre (ext.)    | Sergi Bruguera Horacio de la Peña   | Luiz Mattar Diego Pérez             | 3-6, 6-3, 6-4       |         |
| 37 | 11/06/1990 | The Stella Artois Championships Londres                 | World Series           | 450 000 $   | Gazon (ext.)    | Jeremy Bates Kevin Curren           | Henri Leconte Ivan Lendl            | 6-2, 7-6            |         |
| 38 | 11/06/1990 | Continental Grass Court Championships Bois-le-Duc       | World Series           | 225 000 $   | Gazon (ext.)    | Jakob Hlasek Michael Stich          | Jim Grabb Patrick McEnroe           | 7-6, 6-3            |         |
| 39 | 18/06/1990 | IP Cup Gênes                                            | World Series           | 225 000 $   | Terre (ext.)    | Tomás Carbonell Udo Riglewski       | Cristiano Caratti Federico Mordegan | 7-6, 7-6            |         |
| 40 | 18/06/1990 | Direct Line Insurance Manchester Open Manchester        | World Series           | 225 000 $   | Gazon (ext.)    | Mark Kratzmann Jason Stoltenberg    | Nick Brown Kelly Jones              | 6-3, 2-6, 6-4       |         |
| 41 | 25/06/1990 | The Championships Wimbledon                             | G. Chelem              | 2 670 863 $ | Gazon (ext.)    | Rick Leach Jim Pugh                 | Pieter Aldrich Danie Visser         | 7-65, 7-64, 7-65    | Tableau |
| 42 | 09/07/1990 | Swedish Open Båstad                                     | World Series           | 225 000 $   | Terre (ext.)    | Ronnie Båthman Rikard Bergh         | Jan Gunnarsson Udo Riglewski        | 6-1, 6-4            |         |
| 43 | 09/07/1990 | Suisse Open Gstaad                                      | World Series           | 275 000 $   | Terre (ext.)    | Sergio Casal Emilio Sánchez         | Omar Camporese Javier Sánchez       | 6-3, 3-6, 7-5       |         |
| 44 | 09/07/1990 | Volvo Hall of Fame Tennis Championships Newport         | World Series           | 150 000 $   | Gazon (ext.)    | Darren Cahill Mark Kratzmann        | Todd Nelson Bryan Shelton           | 7-6, 6-2            |         |
| 45 | 16/07/1990 | Mercedes Cup Stuttgart                                  | Championship Series    | 825 000 $   | Terre (ext.)    | Pieter Aldrich Danie Visser         | Per Henricsson Nicklas Utgren       | 6-3, 6-4            |         |
| 46 | 16/07/1990 | Sovran Bank Classic Washington                          | Championship Series    | 420 000 $   | Dur (ext.)      | Grant Connell Glenn Michibata       | Jorge Lozano Todd Witsken           | 6-3, 6-7, 6-2       |         |
| 47 | 23/07/1990 | Dutch Open Hilversum                                    | World Series           | 215 000 $   | Terre (ext.)    | Sergio Casal Emilio Sánchez         | Paul Haarhuis Mark Koevermans       | 7-5, 7-5            |         |
| 48 | 23/07/1990 | Canadian Open Toronto                                   | Championship Series SW | 930 000 $   | Dur (ext.)      | Paul Annacone David Wheaton         | Broderick Dyke Peter Lundgren       | 6-1, 7-6            |         |
| 49 | 30/07/1990 | Philips Head Cup Kitzbühel                              | World Series           | 337 500 $   | Terre (ext.)    | Javier Sánchez Éric Winogradsky     | Francisco Clavet Horst Skoff        | 7-6, 6-2            |         |
| 50 | 30/07/1990 | Volvo Tennis Los Angeles                                | World Series           | 225 000 $   | Dur (ext.)      | Scott Davis David Pate              | Peter Lundgren Paul Wekesa          | 3-6, 6-1, 6-3       |         |
| 51 | 30/07/1990 | San Remo Open San Remo                                  | World Series           | 225 000 $   | Terre (ext.)    | Mihnea-Ion Năstase Goran Prpić      | Ola Jonsson Fredrik Nilsson         | 3-6, 7-6, 6-3       |         |
| 52 | 06/08/1990 | Czechoslovak Open Prague                                | World Series           | 148 400 $   | Terre (ext.)    | Vojtěch Flégl Daniel Vacek          | George Cosac Florin Segarceanu      | 5-7, 6-4, 6-3       |         |
| 53 | 06/08/1990 | Thriftway ATP Championships Cincinnati                  | Championship Series SW | 1 020 000 $ | Dur (ext.)      | Darren Cahill Mark Kratzmann        | Neil Broad Gary Muller              | 7-6, 6-4            |         |
| 54 | 13/08/1990 | GTE US Men's Hardcourt Championships Indianapolis       | Championship Series    | 825 000 $   | Dur (ext.)      | Scott Davis David Pate              | Grant Connell Glenn Michibata       | 7-6, 7-6            |         |
| 55 | 13/08/1990 | Volvo International New Haven                           | Championship Series    | 825 000 $   | Dur (ext.)      | Jeff Brown Scott Melville           | Goran Ivanišević Petr Korda         | 2-6, 7-5, 6-0       |         |
| 56 | 20/08/1990 | Norstar Bank Hamlet Challenge Cup Long Island           | World Series           | 225 000 $   | Dur (ext.)      | Guy Forget Jakob Hlasek             | Udo Riglewski Michael Stich         | 2-6, 6-3, 6-4       |         |
| 57 | 20/08/1990 | Campionati Internazionali di San Marino Saint-Marin     | World Series           | 125 000 $   | Terre (ext.)    | Vojtěch Flégl Daniel Vacek          | Jordi Burillo Marcos Górriz         | 6-1, 4-6, 7-6       |         |
| 58 | 20/08/1990 | OTB International Schenectady                           | World Series           | 125 000 $   | Dur (ext.)      | Richard Fromberg Brad Pearce        | Brian Garrow Sven Salumaa           | 6-2, 3-6, 7-6       |         |
| 59 | 27/08/1990 | US Open Flushing Meadows                                | G. Chelem              | 2 554 250 $ | Dur (ext.)      | Pieter Aldrich Danie Visser         | Paul Annacone David Wheaton         | 6-2, 7-6, 6-2       | Tableau |
| 60 | 10/09/1990 | Grand Prix Passing Shot Bordeaux                        | World Series           | 270 000 $   | Terre (ext.)    | Tomás Carbonell Libor Pimek         | Mansour Bahrami Yannick Noah        | 6-3, 6-7, 6-2       |         |
| 61 | 10/09/1990 | Geneva Open Genève                                      | World Series           | 225 000 $   | Terre (ext.)    | Pablo Albano David Engel            | Neil Borwick David Lewis            | 6-3, 7-6            |         |
| 62 | 24/09/1990 | Swiss Indoors Bâle                                      | World Series           | 450 000 $   | Dur (int.)      | Stefan Kruger Christo van Rensburg  | Neil Broad Gary Muller              | 4-6, 7-6, 6-3       |         |
| 63 | 24/09/1990 | Queensland Open Brisbane                                | World Series           | 225 000 $   | Dur (ext.)      | Jason Stoltenberg Todd Woodbridge   | Brian Garrow Mark Woodforde         | 2-6, 6-4, 6-4       |         |
| 64 | 24/09/1990 | Campionati Internazionali di Sicilia Palerme            | World Series           | 270 000 $   | Terre (ext.)    | Sergio Casal Emilio Sánchez         | Carlos Costa Horacio de la Peña     | 6-3, 6-4            |         |
| 65 | 01/10/1990 | Australian Indoor Tennis Championship Sydney            | Championship Series    | 750 000 $   | Dur (int.)      | Broderick Dyke Peter Lundgren       | Stefan Edberg Ivan Lendl            | 6-2, 6-4            |         |
| 66 | 01/10/1990 | Athens International Athènes                            | World Series           | 125 000 $   | Terre (ext.)    | Sergio Casal Javier Sánchez         | Tom Kempers Richard Krajicek        | 6-4, 6-3            |         |
| 67 | 01/10/1990 | Grand Prix de Toulouse Toulouse                         | World Series           | 260 000 $   | Dur (int.)      | Neil Broad Gary Muller              | Michael Mortensen Michiel Schapers  | 7-6, 6-4            |         |
| 68 | 08/10/1990 | Seiko Super Tennis Tokyo                                | Championship Series    | 750 000 $   | Moquette (int.) | Guy Forget Jakob Hlasek             | Scott Davis David Pate              | 7-6, 7-5            |         |
| 69 | 08/10/1990 | European Indoor Championships Berlin                    | World Series           | 260 000 $   | Moquette (int.) | Pieter Aldrich Danie Visser         | Kevin Curren Patrick Galbraith      | 7-6, 7-6            |         |
| 70 | 08/10/1990 | Riklis Israel Tennis Center Classic Tel Aviv            | World Series           | 125 000 $   | Dur (ext.)      | Nduka Odizor Christo van Rensburg   | Ronnie Båthman Rikard Bergh         | 6-3, 6-4            |         |
| 71 | 15/10/1990 | Grand Prix de tennis de Lyon Lyon                       | World Series           | 450 000 $   | Moquette (int.) | Patrick Galbraith Kelly Jones       | Jim Grabb David Pate                | 7-6, 6-4            |         |
| 72 | 15/10/1990 | CA Tennis Trophy Vienne                                 | World Series           | 225 000 $   | Moquette (int.) | Udo Riglewski Michael Stich         | Jorge Lozano Todd Witsken           | 6-4, 6-4            |         |
| 73 | 22/10/1990 | Stockholm Open Stockholm                                | Championship Series SW | 840 000 $   | Moquette (int.) | Guy Forget Jakob Hlasek             | John Fitzgerald Anders Järryd       | 6-4, 6-2            |         |
| 74 | 22/10/1990 | Philips Open São Paulo                                  | World Series           | 125 000 $   | Moquette (ext.) | Shelby Cannon Alfonso Mora          | Mark Koevermans Luiz Mattar         | 6-7, 6-3, 7-6       |         |
| 75 | 29/10/1990 | Open de Paris-Bercy Paris                               | Championship Series SW | 1 650 000 $ | Moquette (int.) | Scott Davis David Pate              | Darren Cahill Mark Kratzmann        | 5-7, 6-3, 6-4       |         |
| 76 | 05/11/1990 | Citibank Open Itaparica                                 | World Series           | 225 000 $   | Dur (ext.)      | Mauro Menezes Fernando Roese        | Tomás Carbonell Marcos Górriz       | 7-6, 7-5            | Tableau |
| 77 | 05/11/1990 | Kremlin Cup Moscou                                      | World Series           | 297 000 $   | Moquette (int.) | Hendrik Jan Davids Paul Haarhuis    | John Fitzgerald Anders Järryd       | 6-4, 7-6            |         |
| 78 | 05/11/1990 | Benson & Hedges Tournament Londres                      | World Series           | 297 000 $   | Moquette (int.) | Jim Grabb Patrick McEnroe           | Rick Leach Jim Pugh                 | 7-6, 4-6, 6-3       |         |
| 79 | 19/11/1990 | IBM ATP Tour World Championships Sanctuary Cove         | Masters                | 1 000 000 $ | Dur (ext.)      | Guy Forget Jakob Hlasek             | Sergio Casal Emilio Sánchez         | 6-4, 7-65, 5-7, 6-4 | Tableau |

### Double mixte
| No | Date       | Nom et lieu du tournoi         | Catégorie | Dotation    | Surface      | Vainqueurs                       | Finalistes                       | Score         |         |
| -- | ---------- | ------------------------------ | --------- | ----------- | ------------ | -------------------------------- | -------------------------------- | ------------- | ------- |
| 1  | 15/01/1990 | Ford Australian Open Melbourne | G. Chelem | 1 462 000 $ | Dur (ext.)   | Natasha Zvereva Jim Pugh         | Zina Garrison Rick Leach         | 4-6, 6-2, 6-3 | Tableau |
| 2  | 28/05/1990 | Roland-Garros Paris            | G. Chelem | 2 700 000 $ | Terre (ext.) | Arantxa Sánchez Jorge Lozano     | Nicole Bradtke Danie Visser      | 7-65, 7-68    | Tableau |
| 3  | 25/06/1990 | The Championships Wimbledon    | G. Chelem | 2 670 863 $ | Gazon (ext.) | Zina Garrison Rick Leach         | Elizabeth Smylie John Fitzgerald | 7-5, 6-2      | Tableau |
| 4  | 27/08/1990 | US Open Flushing Meadows       | G. Chelem | 2 554 250 $ | Dur (ext.)   | Elizabeth Smylie Todd Woodbridge | Natasha Zvereva Jim Pugh         | 6-4, 6-2      | Tableau |

### Compétitions par équipes
| | États-Unis | 3                          | - | 2  | Australie |    |   |
| --- | ---------- | -------------------------- | - | -- | --------- | -- | - |
| SunCoast Dome, St. Petersburg, États-Unis |            |                            |   |    |           |    |   |
| du 30 novembre au 2 décembre 1990 sur terre (int.) |            |                            |   |    |           |    |   |
| \| 1 \| \| Andre Agassi \| 4 \| 6 \| 4 \| 6 \| 6 \| \| 1 \| \| Richard Fromberg \| 6 \| 2 \| 6 \| 2 \| 4 \| \| 2 \| \| Michael Chang \| 6 \| 7 \| 6 \| \| \| \| 2 \| \| Darren Cahill \| 2 \| 64 \| 0 \| \| \| \| 3 \| \| Rick Leach - Jim Pugh \| 6 \| 6 \| 3 \| 7 \| \| \| 3 \| \| Pat Cash - John Fitzgerald \| 4 \| 2 \| 6 \| 62 \| \| \| \| \| \| \| \| \| \| \| \| 4 \| \| Andre Agassi \| 4 \| 6 \| ab. \| \| \| \| 4 \| \| Darren Cahill \| 6 \| 4 \| \| \| \| \| \| \| \| \| \| \| \| \| \| 5 \| \| Michael Chang \| 5 \| 6 \| 3 \| \| \| \| 5 \| \| Richard Fromberg \| 7 \| 2 \| 6 \| \| \| \| \| \| \| \| \| \| \| \| |            |                            |   |    |           |    |   |
| 1 |            | Andre Agassi               | 4 | 6  | 4         | 6  | 6 |
| 1 |            | Richard Fromberg           | 6 | 2  | 6         | 2  | 4 |
| 2 |            | Michael Chang              | 6 | 7  | 6         |    |   |
| 2 |            | Darren Cahill              | 2 | 64 | 0         |    |   |
| 3 |            | Rick Leach - Jim Pugh      | 6 | 6  | 3         | 7  |   |
| 3 |            | Pat Cash - John Fitzgerald | 4 | 2  | 6         | 62 |   |
| |            |                            |   |    |           |    |   |
| 4 |            | Andre Agassi               | 4 | 6  | ab.       |    |   |
| 4 |            | Darren Cahill              | 6 | 4  |           |    |   |
| |            |                            |   |    |           |    |   |
| 5 |            | Michael Chang              | 5 | 6  | 3         |    |   |
| 5 |            | Richard Fromberg           | 7 | 2  | 6         |    |   |
| |            |                            |   |    |           |    |   |

| 1 |  | Andre Agassi               | 4 | 6  | 4   | 6  | 6 |
| 1 |  | Richard Fromberg           | 6 | 2  | 6   | 2  | 4 |
| 2 |  | Michael Chang              | 6 | 7  | 6   |    |   |
| 2 |  | Darren Cahill              | 2 | 64 | 0   |    |   |
| 3 |  | Rick Leach - Jim Pugh      | 6 | 6  | 3   | 7  |   |
| 3 |  | Pat Cash - John Fitzgerald | 4 | 2  | 6   | 62 |   |
|   |  |                            |   |    |     |    |   |
| 4 |  | Andre Agassi               | 4 | 6  | ab. |    |   |
| 4 |  | Darren Cahill              | 6 | 4  |     |    |   |
|   |  |                            |   |    |     |    |   |
| 5 |  | Michael Chang              | 5 | 6  | 3   |    |   |
| 5 |  | Richard Fromberg           | 7 | 2  | 6   |    |   |
|   |  |                            |   |    |     |    |   |

|  | Équipe 1   | Score | Équipe 2 |  |
|  | États-Unis | 1 – 2 | Espagne  |  |

| Ordre des matchs | Joueurs                          | Points au premier set | Points au second set | Points au troisième set |
| ---------------- | -------------------------------- | --------------------- | -------------------- | ----------------------- |
| 1                | John McEnroe                     | 7                     | 5                    | 5                       |
| 1                | Emilio Sánchez                   | 5                     | 7                    | 7                       |
|                  |                                  |                       |                      |                         |
| 2                | Pam Shriver - John McEnroe       | 6                     | 6                    |                         |
| 2                | Arantxa Sánchez - Emilio Sánchez | 3                     | 2                    |                         |
|                  |                                  |                       |                      |                         |
| 3                | Pam Shriver                      | 3                     | 3                    |                         |
| 3                | Arantxa Sánchez Vicario          | 6                     | 6                    |                         |

|  | Équipe 1    | Score | Équipe 2   |  |
|  | Yougoslavie | 2 – 0 | États-Unis |  |

| Ordre des matchs | Joueurs          | Points au premier set | Points au second set | Points au troisième set |
| ---------------- | ---------------- | --------------------- | -------------------- | ----------------------- |
| 1                | Goran Ivanišević | 3                     | 7                    | 6                       |
| 1                | Jim Courier      | 6                     | 5                    | 1                       |
|                  |                  |                       |                      |                         |
| 2                | Goran Prpić      | 6                     | 6                    |                         |
| 2                | Brad Gilbert     | 4                     | 4                    |                         |
|                  |                  |                       |                      |                         |
| 3 (sans enjeu)   |                  |                       |                      |                         |
|                  |                  |                       |                      |                         |

## Informations statistiques
Les tournois sont listés par ordre chronologique.
 Andrés Gómez a remporté le tournoi de Barcelone en simple et en double.

### En simple
| Joueur                 | Nombre | Titre(s)                                                                      |
| Stefan Edberg          | 7      | Indian Wells, Tokyo, Wimbledon, Los Angeles, Cincinnati, Long Island et Paris |
| Ivan Lendl             | 5      | Open d'Australie, Milan, Toronto, Queen's et Tokyo (indoor)                   |
| Boris Becker           | 5      | Bruxelles, Stuttgart (indoor), Indianapolis, Sydney (indoor) et Stockholm     |
| Pete Sampras           | 4      | Philadelphie, Manchester, US Open et Coupe du Grand Chelem                    |
| Andre Agassi           | 4      | San Francisco, Miami, Washington et Masters                                   |
| Andrés Gómez           | 3      | Barcelone, Madrid et Roland Garros                                            |
| Andrei Chesnokov       | 3      | Monte-Carlo, Tel Aviv et Moscou                                               |
| Thomas Muster          | 3      | Adélaïde, Casablanca et Rome                                                  |
| Brad Gilbert           | 3      | Rotterdam, Orlando et Brisbane                                                |
| Juan Aguilera          | 2      | Nice et Hambourg                                                              |
| Emilio Sánchez         | 2      | Wellington et Estoril                                                         |
| Jordi Arrese           | 2      | San Remo et Prague                                                            |
| Ronald Agenor          | 2      | Gênes et Berlin                                                               |
| Richard Fromberg       | 2      | Bologne et Båstad                                                             |
| Martín Jaite           | 2      | Guarujá et Gstaad                                                             |
| Karel Nováček          | 1      | Munich                                                                        |
| Marc Rosset            | 1      | Lyon                                                                          |
| Jakob Hlasek           | 1      | Wembley                                                                       |
| Mats Wilander          | 1      | Itaparica                                                                     |
| Magnus Larsson         | 1      | Florence                                                                      |
| Jonas Svensson         | 1      | Toulouse                                                                      |
| Anders Järryd          | 1      | Vienne                                                                        |
| Goran Prpić            | 1      | Umag                                                                          |
| Goran Ivanišević       | 1      | Stuttgart                                                                     |
| Michael Stich          | 1      | Memphis                                                                       |
| Mark Koevermans        | 1      | Athènes                                                                       |
| Amos Mansdorf          | 1      | Bois-le-Duc                                                                   |
| Ramesh Krishnan        | 1      | Schenectady                                                                   |
| Yannick Noah           | 1      | Sydney                                                                        |
| Guy Forget             | 1      | Bordeaux                                                                      |
| Scott Davis            | 1      | Auckland                                                                      |
| Robbie Weiss           | 1      | São Paulo                                                                     |
| Michael Chang          | 1      | Toronto                                                                       |
| Kelly Jones            | 1      | Singapour                                                                     |
| John McEnroe           | 1      | Bâle                                                                          |
| Derrick Rostagno       | 1      | New Haven                                                                     |
| David Wheaton          | 1      | Kiawah Island                                                                 |
| Francisco Clavet       | 1      | Hilversum                                                                     |
| Luiz Mattar            | 1      | Rio de Janeiro                                                                |
| Horst Skoff            | 1      | Genève                                                                        |
| Alex Antonitsch        | 1      | Séoul                                                                         |
| Pat Cash               | 1      | Hong Kong                                                                     |
| Horacio de la Peña     | 1      | Kitzbühel                                                                     |
| Guillermo Pérez Roldán | 1      | Saint-Marin                                                                   |
| Franco Davín           | 1      | Palerme                                                                       |
| Pieter Aldrich         | 1      | Newport                                                                       |

| Joueur           | Début de carrière | Premier titre |
| Magnus Larsson   | 1989              | Florence      |
| Pete Sampras     | 1988              | Philadelphie  |
| Richard Fromberg | 1988              | Bologne       |
| Goran Ivanišević | 1988              | Stuttgart     |
| Michael Stich    | 1988              | Memphis       |
| David Wheaton    | 1988              | Kiawah Island |
| Francisco Clavet | 1988              | Hilversum     |
| Pieter Aldrich   | 1987              | Newport       |
| Mark Koevermans  | 1987              | Athènes       |
| Derrick Rostagno | 1986              | New Haven     |
| Robbie Weiss     | 1985              | São Paulo     |
| Alex Antonitsch  | 1985              | Séoul         |
| Goran Prpić      | 1984              | Umag          |
| Jordi Arrese     | 1982              | San Remo      |

### En double
| Joueur                        | Nombre | Titre(s)                                                                            |
| Sergio Casal                  | 7      | Estoril, Rome, Roland Garros, Gstaad, Hilversum, Palerme et Athènes                 |
| Emilio Sánchez                | 7      | Bruxelles, Estoril, Rome, Roland Garros, Gstaad, Hilversum et Palerme               |
| Mark Kratzmann                | 7      | Sydney, Memphis, Tokyo, Singapour, Manchester, Newport et Cincinnati                |
| Guy Forget                    | 6      | Stuttgart (indoor), Indian Wells, Long Island, Tokyo (indoor), Stockholm et Masters |
| Jakob Hlasek                  | 6      | Stuttgart (indoor), Bois-le-Duc, Long Island, Tokyo (indoor), Stockholm et Masters  |
| Scott Davis David Pate        | 5      | Orlando, Kiawah Island, Los Angeles, Indianapolis et Paris-Bercy                    |
| Pieter Aldrich Danie Visser   | 4      | Open d'Australie, Stuttgart, US Open et Berlin                                      |
| Udo Riglewski                 | 4      | Munich, Bologne, Gênes et Vienne                                                    |
| Rick Leach Jim Pugh           | 3      | Philadelphie, Miami et Wimbledon                                                    |
| Darren Cahill                 | 3      | Memphis, Newport et Cincinnati                                                      |
| Kelly Jones                   | 3      | Auckland, San Francisco et Lyon                                                     |
| Michael Stich                 | 3      | Munich, Bois-le-Duc et Vienne                                                       |
| Jason Stoltenberg             | 3      | Singapour, Manchester et Brisbane                                                   |
| Javier Sánchez                | 3      | Barcelone, Kitzbühel et Athènes                                                     |
| Vojtěch Flégl Daniel Vacek    | 3      | Umag, Prague et Saint-Marin                                                         |
| Christo van Rensburg          | 2      | Bâle et Tel Aviv                                                                    |
| Gustavo Luza                  | 2      | Guarujá et Bologne                                                                  |
| Wally Masur                   | 2      | Tokyo et Hong Kong                                                                  |
| Todd Woodbridge               | 2      | Casablanca et Brisbane                                                              |
| Pat Cash                      | 2      | Sydney et Hong Kong                                                                 |
| Grant Connell Glenn Michibata | 2      | Séoul et Washington                                                                 |
| Sergi Bruguera                | 2      | Hambourg et Florence                                                                |
| Tomás Carbonell               | 2      | Gênes et Bordeaux                                                                   |
| Omar Camporese                | 2      | Milan et Madrid                                                                     |
| Robert Van't Hof              | 2      | Auckland et San Francisco                                                           |
| Patrick Galbraith             | 2      | Toronto et Lyon                                                                     |

| Joueur              | Début de carrière | Premier titre  |
| Hendrik Jan Davids  | 1990              | Moscou         |
| Daniel Vacek        | 1990              | Umag           |
| Paul Haarhuis       | 1989              | Moscou         |
| Sven Salumaa        | 1989              | Rio de Janeiro |
| Shelby Cannon       | 1989              | São Paulo      |
| Vojtěch Flégl       | 1988              | Umag           |
| Richard Fromberg    | 1988              | Schenectady    |
| Todd Woodbridge     | 1988              | Casablanca     |
| Sergi Bruguera      | 1988              | Hambourg       |
| Scott Melville      | 1988              | New Haven      |
| David Wheaton       | 1988              | Toronto        |
| Alfonso Mora        | 1988              | São Paulo      |
| Jason Stoltenberg   | 1987              | Singapour      |
| Omar Camporese      | 1987              | Milan          |
| Diego Nargiso       | 1987              | Milan          |
| Nicolás Pereira     | 1987              | Wellington     |
| Pablo Albano        | 1986              | Genève         |
| Mauro Menezes       | 1986              | Itaparica      |
| David Macpherson    | 1985              | Toronto        |
| Goran Prpić         | 1984              | San Remo       |
| Juan Carlos Báguena | 1984              | Madrid         |
| Mihnea-Ion Năstase  | 1984              | San Remo       |
| Ronnie Båthman      | 1983              | Båstad         |
| Simon Youl          | 1982              | Casablanca     |
| Fernando Roese      | 1982              | Itaparica      |
| Jeff Brown          | inconnu           | New Haven      |